# International Federation of Air Line Pilots’ Associations
Die International Federation of Air Line Pilots' Associations (IFALPA) ist ein weltweiter Zusammenschluss nationaler Berufsverbände der Flugzeugführer. Die IFALPA wurde 1948 gegründet und hat ihren Sitz in Montreal, Kanada.
Ihr obliegt die internationale Vertretung der Pilotenschaft insbesondere bei der International Civil Aviation Organization (ICAO).
Weiterhin wird über die Arbeit in diversen Arbeitsgruppen versucht, internationale Standards zur Sicherheit im Luftverkehr zu definieren und in Gesetzgebungs- und Verhandlungsprozessen national und international zu implementieren.